# Эндрюс, Эллесс
Эллесс Эндрюс (англ. Ellesse Andrews; род. 31 декабря 1999, Новая Зеландия) — новозеландская профессиональная велогонщица. Представляла Новую Зеландию на Играх Содружества 2018 года и летних Олимпийских играх 2020 года, где завоевала серебряную медаль в кейрине. На летних Олимпийских играх 2024 года завоевала две золотые медали за победу в кейрине и спринте, а также серебряную медаль в командном спринте.

## Биография
Эндрюс родилась в женской больнице Крайстчерча в 23:45 31 декабря 1999 года, за пятнадцать минут до наступления 2000 года. Её отец — олимпийский велогонщик Джон Эндрюс, представлявший Новую Зеландию на Играх Содружества 1990 года и летних Олимпийских играх 1992 года, мать — Анжела Мот-Эндрюс, выступавшая на международном уровне в соревнованиях по маунтинбайку. Мот-Эндрюс готовилась к своему первому участию в чемпионате мира — чемпионату мира по маунтинбайку 1999 года в шведском Оре, но была вынуждена отказаться из-за беременности. У неё есть младшая сестра.
Эндрюс выросла в Ванаке и училась в колледже Mount Aspiring до конца 11-го класса, а затем перешла в школу St Peter’s School в Кембридже, где закончила последние два учебных года средней школы.
Эндрюс начала заниматься велоспортом в 14 лет, сначала горным, но вскоре переключилась на трековый. Она попросила отца оплатить занятия танцами и договорилась, что они будут больше заниматься велоспортом. Вскоре после этого отец купил ей трековый велосипед, который и привел её в трековый велоспорт.
Эндрюс завоевала четыре медали, в том числе две золотые на Чемпионате мира по велоспорту на треке среди юниоров, выступив на велодроме Идзу, она завоевала серебряную медаль на летних Олимпийских играх 2020 года в Токио в кейрине. Чтобы выйти в четверть- и полуфинал, ей пришлось пройти через повторную стадию. В финале она вышла на второе место за два круга до финиша и удержала его.
На летних Олимпийских играх 2024 года в Париже Эндрюс трижды становилась призёром. Она завоевала серебряную медаль в командном спринте вместе с Ребеккой Петч и Шаане Фултон, затем выиграла кейрин, а также победила в индивидуальном спринте.